# Campionato albanese di calcio a 5 2009-2010
Il Campionato albanese di calcio a 5 2009/2010 (Kampionati Mini-Futbollit 2009/2010) è la sesta edizione del Campionato albanese di calcio a 5, si è disputato a partire dall'autunno del 2009 ed ha confermato la formula dei 2 gironi con fase finale a playoff.

## Gruppo Nord
| P | Squadra               | Pt | Pd | V | N | P  | GF | GA | Dif |
| - | --------------------- | -- | -- | - | - | -- | -- | -- | --- |
| 1 | Tirana                | 27 | 12 | 8 | 3 | 1  | 39 | 25 | +14 |
| 2 | Partizani&Joti Tirana | 26 | 12 | 8 | 2 | 2  | 54 | 32 | +22 |
| 3 | Nord Albania Shkodra  | 26 | 12 | 8 | 2 | 2  | 42 | 28 | +14 |
| 4 | Besëlidhja Lezha      | 21 | 12 | 6 | 3 | 3  | 53 | 49 | +4  |
| 5 | Vllaznia Shkodra      | 8  | 11 | 2 | 2 | 7  | 35 | 47 | -12 |
| 6 | Burreli               | 6  | 12 | 2 | 0 | 10 | 54 | 76 | -22 |
| 7 | Olimpiku Tirana       | 3  | 11 | 1 | 0 | 10 | 13 | 33 | -20 |

## Gruppo Sud
| P | Squadra              | Pt | Pd | V  | N | P  | GF | GA | Dif |
| - | -------------------- | -- | -- | -- | - | -- | -- | -- | --- |
| 1 | Edro Vlorë Vlora     | 30 | 12 | 10 | 0 | 2  | 61 | 23 | +38 |
| 2 | Teuta Durrës         | 27 | 12 | 9  | 0 | 3  | 64 | 68 | -4  |
| 3 | Flabina Tirana       | 18 | 12 | 6  | 0 | 6  | 49 | 42 | +7  |
| 4 | Flamurtari Vlora     | 15 | 11 | 5  | 0 | 6  | 45 | 25 | +20 |
| 5 | Elbasani             | 15 | 12 | 5  | 0 | 7  | 44 | 65 | -21 |
| 6 | KS Ali Demi Tirana   | 12 | 11 | 4  | 0 | 7  | 30 | 33 | -3  |
| 7 | UU Skënderbej Tirana | 6  | 12 | 2  | 0 | 10 | 41 | 78 | -37 |

- Note:
  - 1ª giornata: Teuta Durres - Edro Vlorë Vlora (5-4) è stato cambiato, a causa di alcune irregolarità nell'organizzazione della partita, a 0-2, poi si voltò in 5-4.
  - 8ª giornata: KS Ali Demi Tirana - Flabina Tirana (8-0) è stato cambiato, a causa di alcune irregolarità nella registrazione di un giocatore, a 0-2, poi si voltò in 8-0
  - 10ª giornata: KS Ali Demi Tirana - Teuta Durres (11-4) è stato cambiato, a causa di alcune irregolarità nella registrazione di un giocatore, a 0-2, poi si voltò in 11-4

## Playoff

### Quarti di finale
- Flabina Tirana - Tirana 2-8 (14/4/2010)
- Beselidhja Lezha - Edro Vlorë Vlora  5-9  (14/4/2010)
- Partizani & JOTI Tirana - Flamurtari Vlora 2-0 w.o.  (15/4/2010)
- Nord Albania Shkodra - Teuta Durrës 5-6  (15/4/2010)

### Final Four (Elbasan)

#### Semifinali
- Tirana - Teuta Durrës 7-2 (21/4/2010)
- Edro Vlorë Vlora - Partizani & JOTI Tirana 7-3 (21/4/2010)

#### Finale
- Tirana - Edro Vlorë Vlora 4-2 (22/4/2010)

| Vincitrice Kampionati Mini-Futbollit 2009/2010 |
| ---------------------------------------------- |
|                                                |
| Futsal Klub Tirana                             |